# Бланшар, Франсис
Франсис Бланшар (21 июля 1916, Париж, Франция — 9 декабря 2009, Гекс, Франция) — французский политический деятель, наиболее известен в качестве генерального секретаря Международной организации труда (1974—1989).

## Биография
Окончил юридический факультет Парижского университета и Высшую школу политических наук.
В 1940—41 и 1947—51 гг. — на дипломатической работе (в Марокко и др.).
В 1951—1956 гг.— руководитель отдела Международного бюро труда (постоянный секретариат Международной организации труда),
В 1956—1964 гг. — помощник Генерального директора МОТ.
В 1964—1968 гг. — руководитель технологического направления в МОТ, ответственный за взаимодействие с Программой развития Организации Объединённых Наций, координатор работы офисов МОТ.
В 1968—74 гг. — заместитель генерального директора МОТ.
В 1974—1989 гг. — генеральный директор Международной организации труда. На этом посту ему удалось преодолеть кризис организации, связанный с выходом из неё США в 1977 г. В 1980 г. администрация президента Р.Рейгана приняла решение восстановить членство в МОТ.
С 1989 г. — в отставке.
Автор работ по вопросам международной миграции, оплаты труда и др.